# Интервал (музика)
Интервал (лат. intervallum, размак) у музици представља размак између било која два тона у лествици од којих се нижи назива доњим а виши горњим, са изузетком чисте приме код које су оба тона једнаке висине. Интервали се пре свега деле на хармонске, код којих два тона звуче истовремено, и мелодијске, код којих се два тона чују један за другим. Даље две поделе интервала су по величини и врсти.
У западњачкој музици, интервали су најчешће разлике између нота дијатонске скале. Најмањи од тих интервала је полутон. Интервали мањи од полутона се називају микротоновима. Они се могу формирати користећи ноте разних врста недијатонских скала. Неки од најмањих се називају зарезима, и тиме се описују мала одступања, уочена у појединим системима подешавања, између енхармонијски еквивалентних нота као што су Ц♯ и Д♭. Интервали могу да буду арбитрарно мали, и чак неприметни за људско ухо.
У физичком смислу, интервал је однос између две соничне фреквенције. На пример, било које две ноте једне октаве имају међусобни фреквенциони однос 2:1. То значи да узастопни инкременти висине тона за исти интервал резултирају експоненцијалним повећањем фреквенције, иако људско уво доживљава ово као линеарно повећање у висини. Из тог разлога, интервали се често мере у центима, јединицама изведеним из логаритма фреквенционог односа.
У западњачкој музичкој теорији, најчешћа именска схема за интервале описује два својства интервала: квалитет (перфектан, велики, мали, увећани, умањени) и број (једногласје, други, трећи, etc.). Неки од примера су мала трећина или перфектна петина. Ова имена не идентификују само разлике у полутоновима између горњих и доњих нота, него исто тако начин на који се интервал спелује. Важност спеловања потиче од историјске праксе раздвајања фреквенционих односа енхармонских интервала као што су ♯ и ♭.

## Подела интервала
Када се тонови пореде по величини, пажња се обраћа на то колика је дијатонска разлика између два тона. На пример це-де и цис-дес су секунде јер оба имају дијатонске називе до-ре. Постоји осам степени величине интервала од којих се могу формирати све остале. Због тога се ови интервали називају једноставним, и следећи су: 
1. Прима, код које оба тона имају исто име
2. Секунда, код које су два тона суседни тонови
3. Терца, код које је виши тон трећи од нижег
4. Кварта, код које је виши тон четврти од нижег
5. Квинта, код које је виши тон пети од нижег
6. Секста, код које је виши тон шести од нижег
7. Септима, код које је виши тон седми од нижег
8. Октава, код које је виши тон осми од нижег

Остали интервали, који се називају сложеним, се могу формирати по принципу „једна октава + секста“, „две октаве + квинта“ итд. Имена овим интервалима се дају по редним бројевима: октава + секунда = нона, октава + терца = децима, октава + кварта = ундецима, октава + квинта = дуодецима итд.
Осим ове поделе, постоји и подела интервала по врсти, јер хармонски сваки од ових интервала може да буде остварен у више варијација. Следи листа врста интервала:
- Чисти, који могу бити прима, кварта, квинта и октава
- Велики и мали, који могу бити секунда, терца, секста и септима
- Умањени, који могу бити сви интервали сем приме
- Прекомерни, који могу бити сви интервали

Остали интервали попут нпр. ноне или дециме наслеђују особине тона који их заједно са одређеним бројем октава формира. Значи, пошто је нона = октава + секунда, имаће особине секунде.

## Једноставни интервали по врстама
Следи списак једноставних интервала по врстама:

### Чиста прима
Чиста прима је прима код које су доњи и горњи тон идентични. Пример: c-c. Дакле, чиста прима је поновљен тон.

### Прекомерна прима
Прекомерна прима је прима код које је размак између горњег и доњег тона један полустепен. Пример: c-cis.

### Умањена секунда
Секунда код које тонови исто звуче упркос различитом дијатонском имену. Пример: це-десес. Еквивалентна је чистој прими.

### Мала секунда
Секунда код које је размак између тонова један полустепен. Пример: це-дес.

### Велика секунда
Секунда код које је размак између тонова цео степен. Пример: це-де.

### Прекомерна секунда
Секунда код које је размак између тонова три полустепена. Пример: це-дис. По звучности је еквивалентна малој терци.

### Умањена терца
Терца код које је размак између тонова цео степен. Пример: це-есес. По звучности је еквивалентна великој секунди.
Умањена терца се састоји од две мале секунде М2 + М2 = УМ3

### Мала терца
Терца код које је размак између тонова три полустепена. Пример: це-ес.

### Велика терца
Терца код које је размак између тонова четири полустепена. Пример: це-е.

### Прекомерна терца
Терца код које је размак између тонова пет полустепена. Пример: це-еис. По звучности је еквивалентна чистој кварти.

### Умањена кварта
Кварта код које је размак између тонова четири полустепена. Пример: це-фес. По звучности је еквивалентна великој терци.

### Чиста кварта
Кварта код које је размак између тонова пет полустепена. Пример: це-еф. ( сем изузетка: еф-бе )

### Прекомерна кварта
Кварта код које је размак између тонова шест полустепена. Пример: це-фис.

### Умањена квинта
Квинта код које је размак између тонова шест полустепена. Пример: це-гес. По звучности је еквивалентна прекомерној кварти.

### Чиста квинта
Квинта код које је размак између тонова седам полустепена. Пример: це-ге.

### Прекомерна квинта
Квинта код које је размак између тонова осам полустепена. Пример: це-гис. По звучности је еквивалентна малој сексти.

### Умањена секста
Секста код које је размак између тонова седам полустепена. Пример: це-асас. По звучности је еквивалентна чистој квинти.

### Мала секста
Секста код које је размак између тонова осам полустепена. Пример: це-ас.

### Велика секста
Секста код које је размак између тонова девет полустепена. Пример: це-а.

### Прекомерна секста
Секста код које је размак између тонова десет полустепена. Пример: це-аис. По звучности је еквивалентна малој септими.

### Умањена септима
Септима код које је размак између тонова девет полустепена. Пример: це-хесес. По звучности је еквивалентна великој сексти

### Мала септима
Септима код које је размак између тонова десет полустепена. Пример: це-бе.

### Велика септима
Септима код које је размак између тонова једанаест полустепена. Пример: це-ха.

### Прекомерна септима
Септима код које је размак између тонова дванаест полустепена. Пример: це-хис. По звучности је еквивалентна чистој октави.

### Умањена октава
Октава код које је размак између тонова једанаест полустепена. Пример: це1-цес2. По звучности је еквивалентна великој септими.

### Чиста октава
Октава код које је размак између тонова дванаест полустепена. Пример: це1-це2.

### Прекомерна октава
Октава код које је размак између тонова тринаест полустепена. Пример: Це-цис²